# Bremen-Thedinghauser Eisenbahn
| Streckennummer: | 9144                                   |                                                   |                                                   |
| Kursbuchstrecke (DB): | 219c (1955)                            |                                                   |                                                   |
| Kursbuchstrecke: | 219 (1946)                             |                                                   |                                                   |
| Streckenlänge: | 26,08 km                               |                                                   |                                                   |
| Spurweite: | 1435 mm (Normalspur)                   |                                                   |                                                   |
| Streckengeschwindigkeit: | 40 km/h                                |                                                   |                                                   |
| |                                        |                                                   |                                                   |
| Bundesländer: | Niedersachsen, Freie Hansestadt Bremen |                                                   |                                                   |
| \| \| \| von Bremen \| \| \| \| 0,0 \| Huchting \| Huchting \| \| \| \| nach Oldenburg \| \| \| \| \| Bundesstraße 75 \| \| \| \| 1,5 \| Kirchhuchting \| Kirchhuchting \| \| \| \| Straßenbahnlinien 1 und 8 nach Bremen-Innenstadt \| \| \| \| \| Auf den Kahlken \| \| \| \| \| Straßenbahnlinie 1 nach Huchting Brüsseler Straße \| \| \| \| \| Dovemoorstraße \| \| \| \| \| Landesgrenze Bremen / Niedersachsen \| \| \| \| 3,6 \| Moordeich \| Moordeich \| \| \| \| Beethovenstraße \| \| \| \| 5,3 \| Stuhr \| Stuhr \| \| \| 6,6 \| Industriestammgleis Stuhrbaum \| Industriestammgleis Stuhrbaum \| \| \| \| Stuhrbaum \| \| \| \| \| Bundesautobahn 1 \| \| \| \| \| Brinkum Bahnhofstraße \| \| \| \| 8,2 \| Brinkum (b Bremen) \| Brinkum (b Bremen) \| \| \| \| Bassumer Straße \| \| \| \| \| Studtriede \| \| \| \| 9,6 \| Erichshof \| Erichshof \| \| \| \| Bundesstraße 6 \| \| \| \| \| Erichshof Ost \| \| \| \| 11,7 \| Leeste (b Bremen) \| Leeste (b Bremen) \| \| \| \| Hagener Straße Endstation Straßenbahnlinie 8 \| \| \| \| \| Wendeschleife Straßenbahn \| \| \| \| 13,8 \| Verbindungsgleis nach Kirchweyhe \| Verbindungsgleis nach Kirchweyhe \| \| \| 14,2 \| Wanne-Eickel–Hamburg \| Wanne-Eickel–Hamburg \| \| \| 14,9 \| Kirchweyhe Ort (seit 1920) \| Kirchweyhe Ort (seit 1920) \| \| \| 16,4 \| Sudweyhe \| Sudweyhe \| \| \| 20,6 \| Riede (b Bremen) \| Riede (b Bremen) \| \| \| 23,2 \| Dibbersen (b Bremen) \| Dibbersen (b Bremen) \| \| \| 26,1 \| Thedinghausen \| Thedinghausen \| |                                        |                                                   |                                                   |
| Strecke |                                        | von Bremen                                        | von Bremen                                        |
| ehemaliger Bahnhof | 0,0                                    | Huchting                                          | Huchting                                          |
| Abzweig geradeaus und nach rechts |                                        | nach Oldenburg                                    | nach Oldenburg                                    |
| Strecke mit Straßenbrücke |                                        | Bundesstraße 75                                   | Bundesstraße 75                                   |
| Bahnhof | 1,5                                    | Kirchhuchting                                     | Kirchhuchting                                     |
| Abzweig mit U-Bahn geradeaus und ehemals von links |                                        | Straßenbahnlinien 1 und 8 nach Bremen-Innenstadt  | Straßenbahnlinien 1 und 8 nach Bremen-Innenstadt  |
| ehemaliger Haltepunkt / Haltestelle |                                        | Auf den Kahlken                                   | Auf den Kahlken                                   |
| Abzweig mit U-Bahn geradeaus und ehemals nach rechts |                                        | Straßenbahnlinie 1 nach Huchting Brüsseler Straße | Straßenbahnlinie 1 nach Huchting Brüsseler Straße |
| ehemaliger Haltepunkt / Haltestelle |                                        | Dovemoorstraße                                    | Dovemoorstraße                                    |
| Grenze |                                        | Landesgrenze Bremen / Niedersachsen               | Landesgrenze Bremen / Niedersachsen               |
| Bahnhof | 3,6                                    | Moordeich                                         | Moordeich                                         |
| ehemaliger Haltepunkt / Haltestelle |                                        | Beethovenstraße                                   | Beethovenstraße                                   |
| Bahnhof | 5,3                                    | Stuhr                                             | Stuhr                                             |
| Dienststation / Betriebs- oder Güterbahnhof | 6,6                                    | Industriestammgleis Stuhrbaum                     | Industriestammgleis Stuhrbaum                     |
| ehemaliger Haltepunkt / Haltestelle |                                        | Stuhrbaum                                         | Stuhrbaum                                         |
| Strecke mit Straßenbrücke |                                        | Bundesautobahn 1                                  | Bundesautobahn 1                                  |
| ehemaliger Haltepunkt / Haltestelle |                                        | Brinkum Bahnhofstraße                             | Brinkum Bahnhofstraße                             |
| ehemaliger Bahnhof | 8,2                                    | Brinkum (b Bremen)                                | Brinkum (b Bremen)                                |
| ehemaliger Haltepunkt / Haltestelle |                                        | Bassumer Straße                                   | Bassumer Straße                                   |
| ehemaliger Haltepunkt / Haltestelle |                                        | Studtriede                                        | Studtriede                                        |
| Bahnhof | 9,6                                    | Erichshof                                         | Erichshof                                         |
| Bahnübergang |                                        | Bundesstraße 6                                    | Bundesstraße 6                                    |
| ehemaliger Haltepunkt / Haltestelle |                                        | Erichshof Ost                                     | Erichshof Ost                                     |
| Bahnhof | 11,7                                   | Leeste (b Bremen)                                 | Leeste (b Bremen)                                 |
| ehemaliger Haltepunkt / Haltestelle |                                        | Hagener Straße Endstation Straßenbahnlinie 8      | Hagener Straße Endstation Straßenbahnlinie 8      |
| |                                        | Wendeschleife Straßenbahn                         |                                                   |
| Abzweig geradeaus und nach rechts | 13,8                                   | Verbindungsgleis nach Kirchweyhe                  | Verbindungsgleis nach Kirchweyhe                  |
| Kreuzung geradeaus oben | 14,2                                   | Wanne-Eickel–Hamburg                              | Wanne-Eickel–Hamburg                              |
| Haltepunkt / Haltestelle | 14,9                                   | Kirchweyhe Ort (seit 1920)                        | Kirchweyhe Ort (seit 1920)                        |
| Bahnhof | 16,4                                   | Sudweyhe                                          | Sudweyhe                                          |
| Bahnhof | 20,6                                   | Riede (b Bremen)                                  | Riede (b Bremen)                                  |
| Bahnhof | 23,2                                   | Dibbersen (b Bremen)                              | Dibbersen (b Bremen)                              |
| Kopfbahnhof Streckenende | 26,1                                   | Thedinghausen                                     | Thedinghausen                                     |

Logo der Bremen-Thedinghauser Eisenbahn

Die Bremen-Thedinghauser Eisenbahn (BTE) ist eine normalspurige Nebenbahn, die im Güterverkehr betrieben wird. Hier verkehren regelmäßig Museumszüge mit historischen Fahrzeugen unter dem volkstümlichen Namen „Pingelheini“. Die Bahnstrecke gehört den anliegenden Gemeinden und Kreisen; der Museumsbahnbetrieb wird durch den gemeinnützigen Verein Kleinbahn Leeste e. V. durchgeführt. Die Strecke führt von Bremen durch die Gemeinden Stuhr und Weyhe nach Thedinghausen.
Ab 2027 soll auf einem Teil der Strecke ein durchgehender Betrieb mit der Straßenbahn Bremen in Betrieb genommen werden.

## Geschichte
Die Bahn wurde unter dem Namen Kleinbahn Bremen–Thedinghausen (BTh) von der Bremisch-Hannoverschen Kleinbahn AG gegründet, der auch die Kleinbahn Bremen–Tarmstedt gehörte. Die Betriebseröffnung zwischen Huchting und Brinkum erfolgte am 1. Oktober 1908. Am 1. Februar 1910 wurde die Strecke bis Leeste verlängert, am 1. Oktober 1910 bis Thedinghausen.
Die Personenzüge begannen und endeten im Bahnhof Bremen-Neustadt an der Oldenburger Bahn. Am 1. Oktober 1955 beendete die BTE den Personenverkehr.
Um die Strecke zu erhalten, gründeten die Gemeinden Stuhr, Weyhe und Thedinghausen zusammen mit der Weserbahn GmbH die Bremen-Thedinghäuser Eisenbahn GmbH. Diese übernahm die Strecke zum 1. März 2000. Die Betriebsführung hat seither die Weserbahn.
Eingesetzt wurden Lokomotiven der DR-Baureihe V 100 im Bauzug- und Güterzugverkehr. Die Lokomotive BTE 1001 erhielt eine schwarz-weiße „Kuhflecklackierung“.
Seit 2010 gehört die Pingelheini Museumsbahn Bremen-Thedinghausen zur Route der Industriekultur im Nordwesten.

## Reaktivierung im Personenverkehr
Pläne zur Nutzung der Strecke zwischen Moordeich und Leeste für die Bremer Straßenbahn existieren seit mehreren Jahren. Das Projekt war in der Bevölkerung nicht unumstritten; Anlieger befürchteten eine Wertminderung ihrer Grundstücke, da die Strecke teilweise sehr dicht an den Parzellen vorbeiführt. Befürworter einer Verlängerung der Straßenbahn merken allerdings an, dass die Gleise mitten durch Stuhr verlaufen werden. So wird durch eine Straßenbahn zwar auf eine flächendeckende Erschließung der Ortsteile Stuhr und Moordeich (einschließlich Lise-Meitner-Schule) verzichtet, gegenüber dem bisherigen Busverkehr kann für die Anlieger der Haltestellen aber eine um bis zu fünf Minuten kürzere Verbindung zur Innenstadt Bremens ohne Umsteigen erreicht werden. Im Januar 2008 hat nach der Gemeinde Stuhr auch die Gemeinde Weyhe der Realisierung zugestimmt.
Mit Stand Mai 2025 wird von einer Inbetriebnahme bis Weyhe-Leeste im Jahr 2027 ausgegangen.

## Partnerschaften
Die BTE ist am Eisenbahnnetzwerk Bremen-Niedersachsen beteiligt.

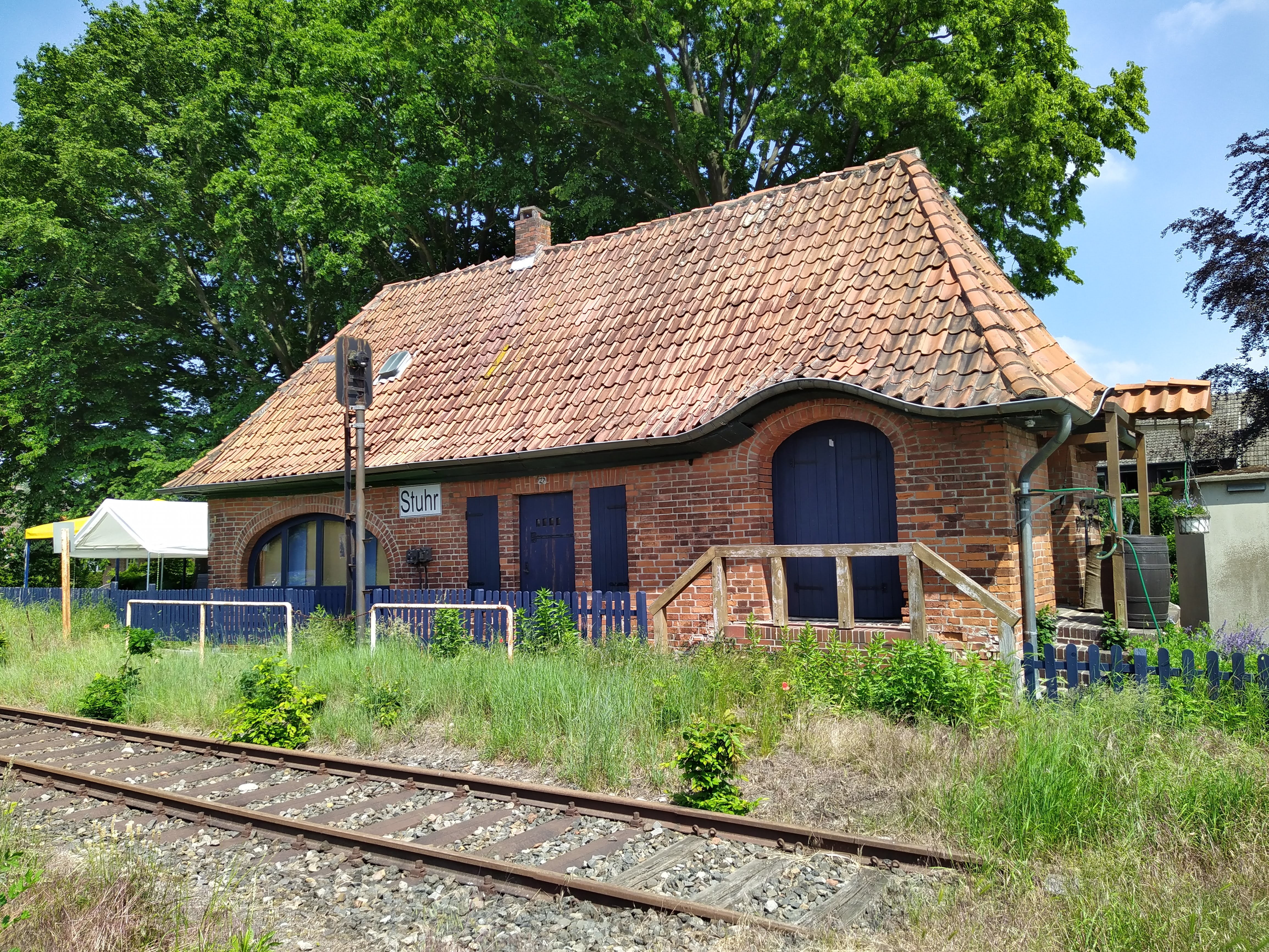
Bahnhof Stuhr
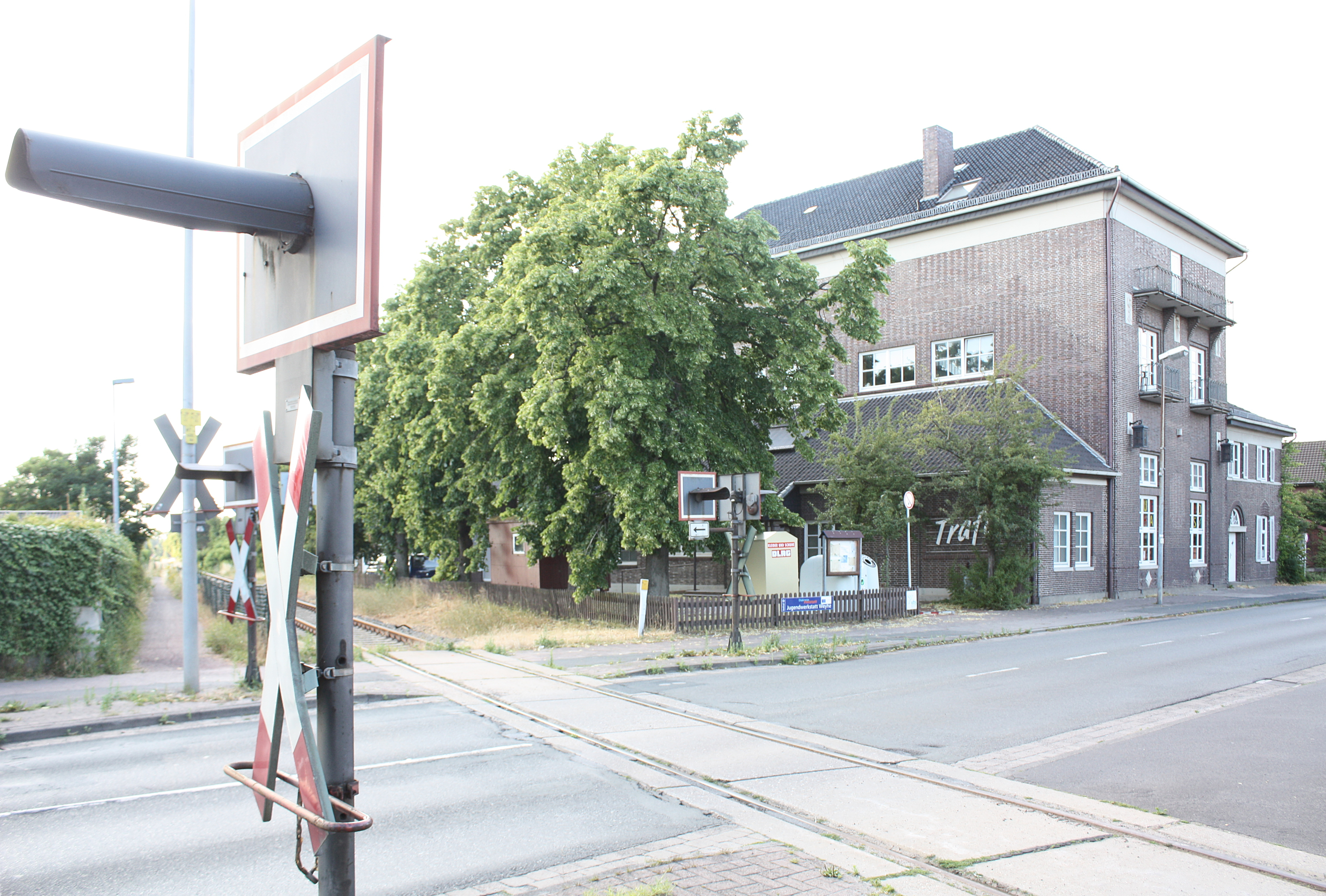
Straßenkreuzung in Kirchweyhe
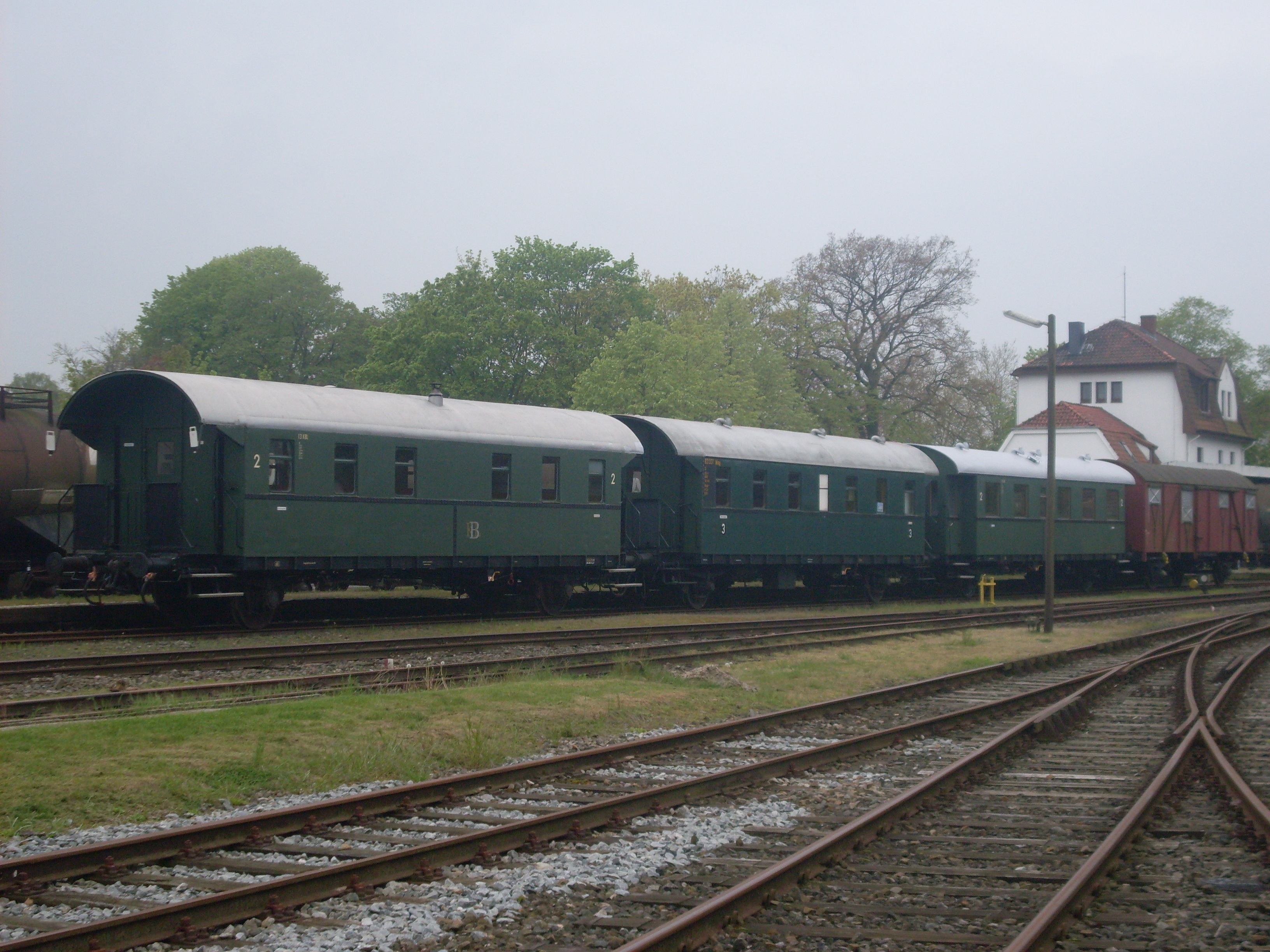
Museumszug in Leeste
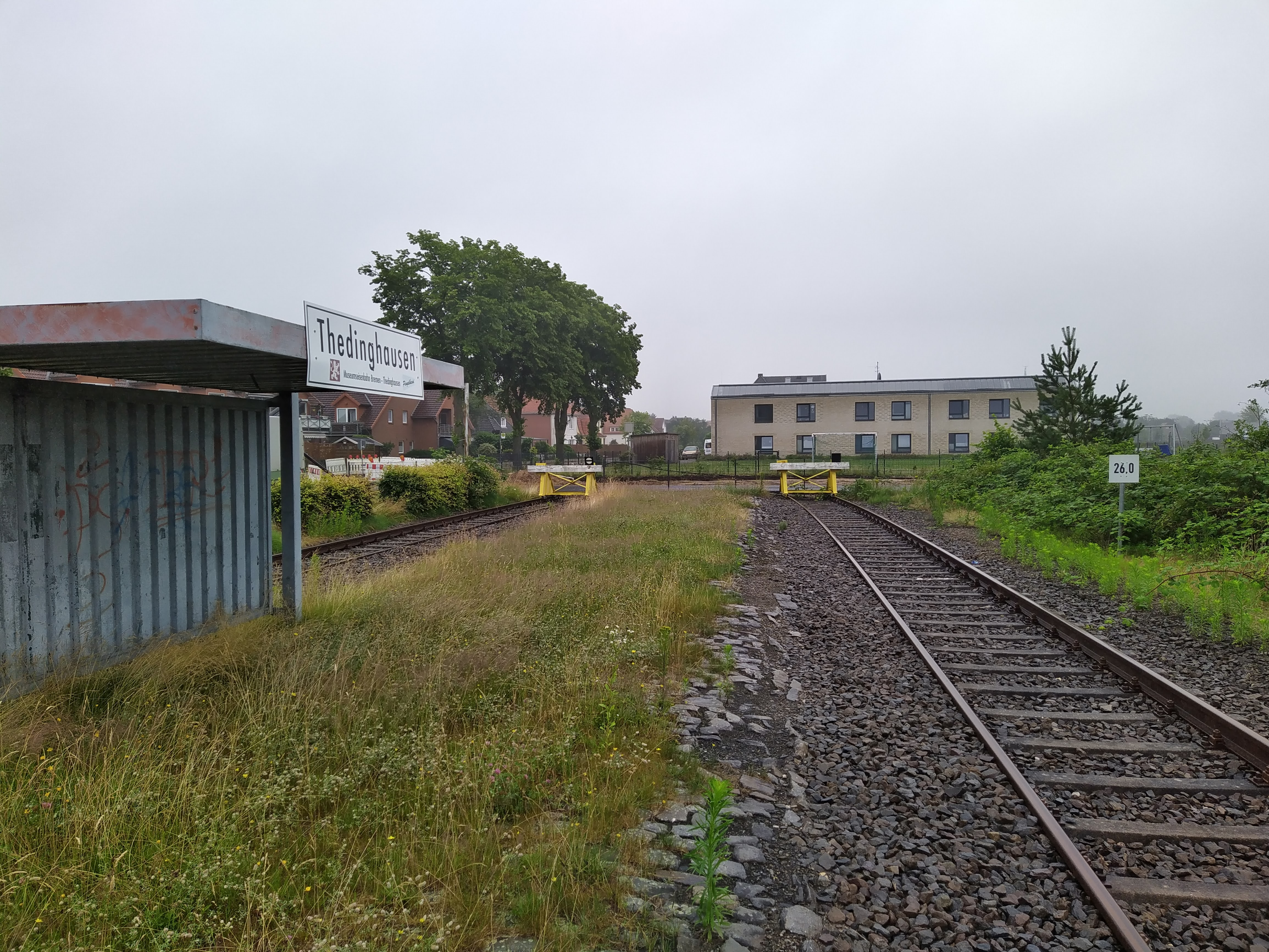
Streckenende in Thedinghausen